# Niederländisches Textilmuseum
Das Niederländische Textilmuseum (Originalschreibweise TextielMuseum) befindet sich in Tilburg, in der niederländischen Provinz Nordbrabant.

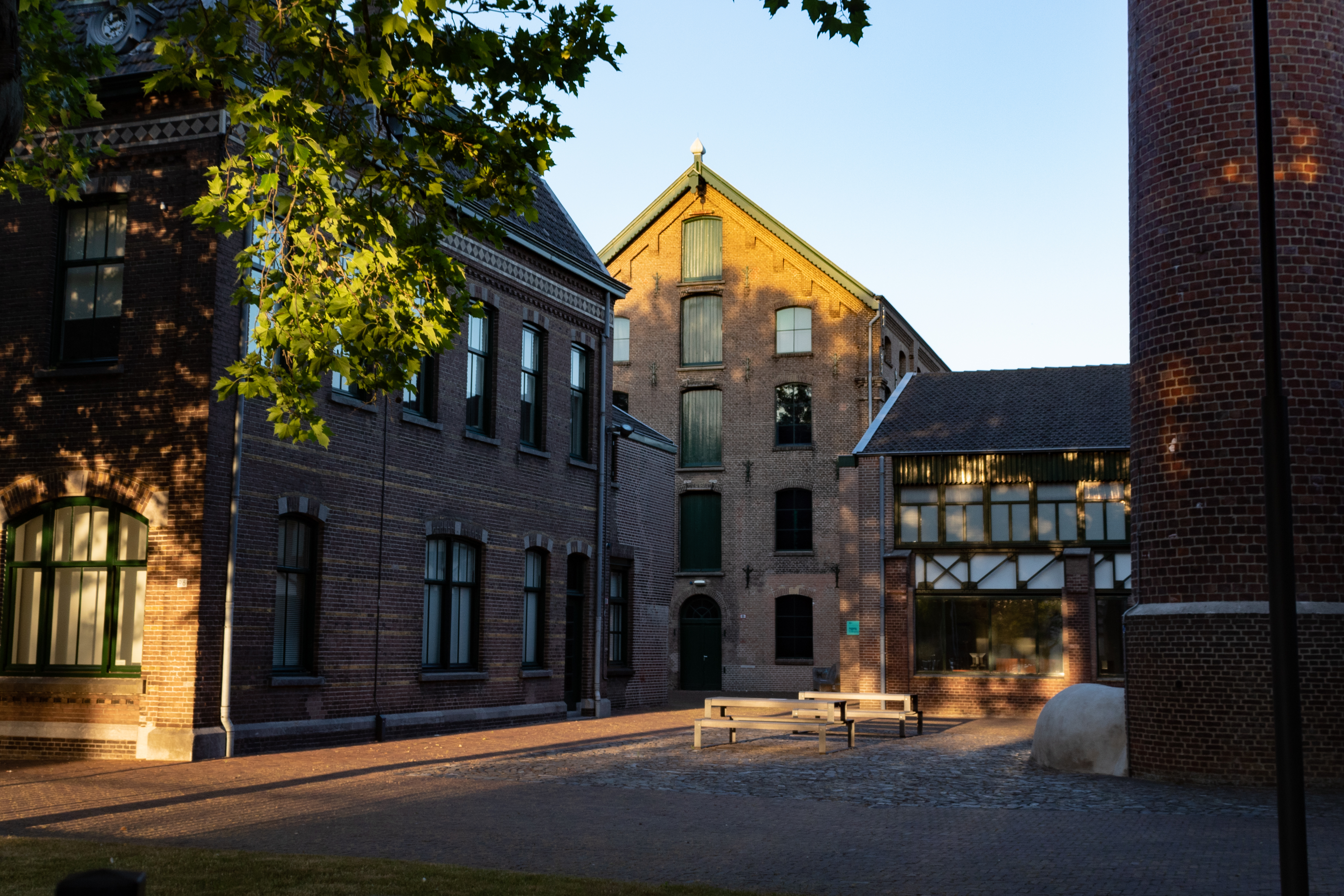
Textilmuseum (2020)

## Geschichte
Gegründet wurde das Textilmuseum 1958 in einer ehemaligen Fabrikantenvilla. Seit 1985 befindet es sich in den Räumen der ehemaligen Textilfabrik C. Mommers & Co., einst einer der größten Arbeitgeber in Tilburg. Die Gebäude entstanden in den 1860er Jahren. Es wurde nach einer umfassenden Renovierung im Mai 2008 erneut eröffnet und erhielt 2017 den Museumspreis „VriendenLoterij Museumprijs“. Das Textilmuseum ist Teil der Europäischen Route der Industriekultur.

## Ausstellung

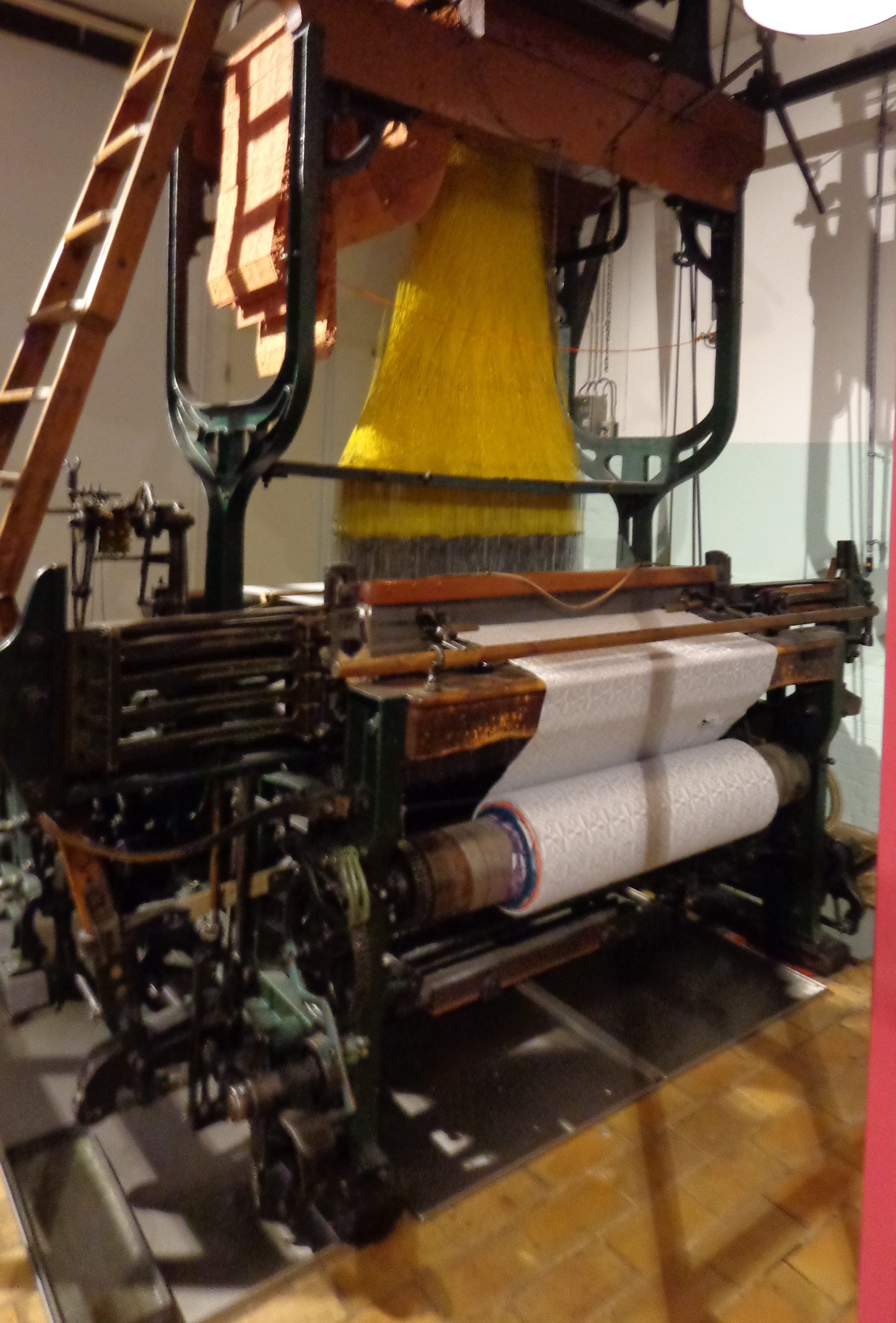
Jacquard-Webstuhl

Herzstück des Museums ist das TextielLab. Es ist in einer ehemaligen Fabrikhalle untergebracht, die zur Werkstatt umgebaut wurde. Im TextielLab werden auf historischen und modernen Textilmaschinen moderne Designs von Künstlern und Designern hergestellt. Diesen Prozess können Besucher begleiten und den Künstlern und Designern bei der Arbeit zusehen.
In der Damastweberei befinden sich Jacquardwebstühle, eine Wäscherei und weitere Ausstellungen. In der ehemaligen Spinnerei befindet sich heute die Wolldeckenfabrik. In ihr wird die Geschichte der örtlichen Textilindustrie von 1900 bis 1940 aufgezeigt. Die Spinn- und Webstühle werden von einer historischen Dampfmaschine aus dem Jahr 1906 angetrieben. In der Posamentenabteilung werden auf historischen Maschinen Bänder, Fransen und Kordeln produziert.

## Schmuckabteilung
Zusammen mit dem Centraal Museum Utrecht, dem CODA-Museum in Apeldoorn, dem Museum Arnhem, dem Rijksmuseum Amsterdam, dem Stedelijk Museum und dem Design Museum Den Bosch ist das Textilmuseum eine der wichtigsten Institutionen in den Niederlanden, die Schmuckarbeiten sammelt. Im Jahr 2014 umfasste die Sammlung knapp 200 Objekte ab dem Jahr 1970.